# 硫氰酸
硫氰酸（化学式：HSCN）是硫氰的氢酸，与异硫氰酸（HNCS）互为异构体。硫氰酸可由硫氰酸钡和硫酸反应制得：
Ba(SCN)2 + H2SO4 → BaSO4↓ + 2 HSCN
硫氰酸是无色的、极易挥发的液体，在常温下迅速分解。它在-90°C左右或5%的稀溶液中是稳定的。它易溶于水，水溶液为中强酸，在20℃时pKa=1.1
。它的盐（硫氰酸盐）很容易制得，也很稳定。